# Ultima follia/Best a bestia
Ultima follia/Best a bestia è il quarto album in studio e la prima raccolta antologica del gruppo musicale italiano Ottavo Padiglione, pubblicata nel 2003.

## Descrizione
L'album è costituito da due dischi comprendenti una raccolta e un CD inedito. La raccolta antologica Best a bestia raccoglie le canzoni dei tre album precedenti del gruppo livornese, Ottavo Padiglione, Fuori posto e Onde reggae. L'album in studio Ultima follia contiene invece dieci nuovi brani inediti.
Il disco Best a Bestia contiene anche una Ghost Track, dopo il brano "Canzone Truce" che è la versione aggiornata del brano "Vi si da foo" dove il nuovo ritornello è "Levati di 'ulo".

## Tracce
Ultima follia
1. Comunque Vada – 3:14
2. Psikopatika – 3:31
3. Misantropia – 3:05
4. Oroscopami – 3:23
5. Industriale rapito – 2:36
6. Il semaforo – 3:40
7. Bobagi – 4:36
8. Ripigliati – 2:43
9. Iettatù – 3:23
10. Blues in tre quarti – 3:06

Best a Bestia
1. Ho picchiato la testa – 2:52
2. Armiamoci e partite – 3:00
3. Emozioni da prima sega – 3:33
4. tutti gay – 3:41
5. Domani mi sparo – 3:40
6. Compagno Laganà – 5:47
7. Pioggia d'agosto – 3:42
8. Il richiamo della foresta – 3:40
9. Preghiera – 3:08
10. The Guns of Brixton – 2:59
11. Dal balcone – 4:14
12. Canzone truce – 3:13
13. (Ghost Track) – 3:55